# Storbritanniens herrlandslag i landhockey
Storbritanniens herrlandslag i landhockey (engelska: Great Britain men's national field hockey team) representerar Storbritannien i landhockey på herrsidan. Lag spelar främst i olympiska sammanhang, annars är det oftast Home Nations-konceptet som gäller.

## Meriter
Olympiskt
- Guld: 1920, 1988
- Silver: 1948
- Brons: 1952, 1984